# Oswald Mosley
Sir Oswald Ernald Mosley, 6. baronet, britanski politik in fašist * 16. november 1896, London, Velika Britanija, † 3. december 1980, Pariz, Francija. 

## Življenje in kariera
Mosley je postal popularen v 20-ih letih 20. stoletja kot politik in poslanec in kasneje kot vodja Britanske zveze fašistov (British Union of Fascists, BUF).
Po vojaškem služenju v prvi svetovni vojni je postal eden najmlajših poslancev, sprva kot član Konzervativne stranke, nato je bil neodvisen, potem se je pa pridružil Laburistični stranki.
V vladi je skozi leta 1929-1931 opravljal funkcijo kanclerja. Veljal je za potencialnega bodočega predsednika vlade, a je leta 1931 izstopil iz Laburistične stranke zaradi nestrinjanja z vladno politiko o brezposelnosti. Leto kasneje je ustanovil svojo politično stranko, Britansko zvezo fašistov (BUF).
Leta 1940 so Mosleya zaprli in njegovo stranko prepovedali. Izpustili so ga leta 1943, nakar se je zaradi povezave s fašizmom preselil v tujino - večino preostanka življenja je preživel v Parizu. Po vojni je še dvakrat kandidiral za parlament, vendar je dobil zelo malo podpore.

## Britanska zveza fašistov
Po letu 1931 je Mosley šel na študijski ogled fašističnih gibanj Mussolinija in drugih fašistov; vrnil se je prepričan, da je fašizem edina prava pot za Veliko Britanijo. Tako se je odločil, da bo združil obstoječa britanska fašistična gibanja in ustanovil BUF leta 1932. BUF je znana po tem, da je bila protekcionistična, antikomunistična in nacionalistična do zagovarjanja avtoritarnosti, repatriacij in ustavljanja priseljevanja. Stranka je imela tudi do 50.000 članov.
Mosley je imel težave s tem, da so na BUF srečanja prihajali antifašisti, zato je ustanovil svojo paravojaško enoto, črnosrajčnike. Ustanovljeni so bili z namenom preprečevanja ponavljanja teh motenj.

## Dela
- The Greater Britain (1932)
- Tomorrow We Live: British Union Policy (1938)
- My Answer (1944)
- My Life (1968)